# Charles I. de Croÿ

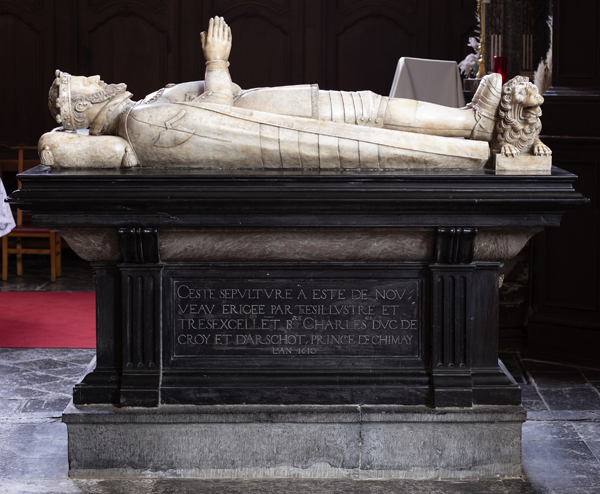
Charles I. de Croÿ (Ehrengrab in Chimay)

Charles I. de Croÿ (* 1455 in Tours-sur-Marne; † 11. September 1527 in Beaumont) war Graf von Chimay und seit 1486 1. Fürst von Chimay. Er diente den Habsburgern in den Niederlanden und war unter anderem Patenonkel und Mentor Karls V.

## Familie
Er stammte aus dem Haus Croÿ. Der Vater war Philippe I de Croÿ. Die Mutter war Walburga von Moers. Er war der älteste Sohn aus dieser Verbindung.
Er selbst heiratete 1495 Louise d'Albret, Vicomtesse de Limoges († 21. September 1531). Diese war die Schwester von Jean d’Albret, König von Navarra. Mit dieser hatte er acht Kinder. Die vier Söhne starben noch als Kleinkinder. Die älteste Tochter trat in ein Kloster ein. Die zweite mit Namen Anne heiratete Philippe II. de Croÿ, den ersten Herzog von Aerschot. Die dritte Tochter Marguerite heiratete Charles II. de Lalaing. Von seinem Onkel Philipp von Wavrain erbte er die Herrschaft Wavrain und weitere Besitzungen im Artois.

## Leben
Er wurde am kurpfälzischen Hof erzogen. Später diente er unter Maximilian I. und erhielt 1479 auf dem Schlachtfeld bei Guinegate von diesem den Ritterschlag. Er kommandierte 1486 zusammen mit Graf Engelbert von Nassau und Adolf von Kleve, Herr von Ravenstein, ein Heer gegen eine französische Armee. Er brachte dem belagerten Thérouanne Entsatz nahm die Stadt Lens und die umliegenden Burgen und Schlösser ein. 
Maximilian I. erhob ihn anlässlich von dessen Krönung in Aachen zum Dank 1486 in den Reichsfürstenstand und die Grafschaft Chimay wurde zum Fürstentum gemacht. Im Jahr 1489 kämpfte er unter Albrecht von Sachsen während der Niederschlagung des Aufstandes in den Niederlanden. Erzherzog Philipp bestimmte ihn zum Paten und Mentor seines Sohnes Karl, der spätere Kaiser Karl V. Neben seinem Namen schenkte er seinem Patenkind auch einen prächtigen silbernen Helm. 
Er wurde 1491 in den Orden vom Goldenen Vlies aufgenommen und wurde Generalkapitän des Hennegaus. Er spielte in der Folge eine bedeutende Rolle in der Regierung der habsburgischen Niederlande, ehe er sich 1509 teilweise zurückzog. Sein Nachfolger als Mentor Karls V. wurde Guillaume II. de Croÿ. Im Auftrage seines Patensohnes Karl begleitete er 1518 Erzherzog Ferdinand, von dem Karl V. fürchtete, dass dieser ihm in Spanien Konkurrenz um die Krone machen könnte, in die Niederlande. Er war dann Gouveneur d’hostel Ferdinands. Im Jahr 1518 handelte er im Auftrag Karls ein Bündnis mit dem Bischof von Lüttich Erhard von der Mark und dessen Bruder Robert II. de La Marck, Herzog von Boillion, aus. Allerdings wurde die Beziehung dadurch belastet, dass zwischen ihm und dem Herzog von Boullion Konflikte um bestimmte Besitzungen bestanden. Als der Kaiser sich zu Gunsten seines Patenonkels in den Streit einmischte, wandte sich Boullion Frankreich zu. Dies trug zum Ausbruch des Krieges mit Franz I. bei. 
Charles starb während eines Besuchs bei seiner Tochter Anne auf Schloss Beaumont und wurde unter großen Prachtentfaltung in Chimay beigesetzt.